# Bechir Kiiari
Bechir Kiiari oder Bechir Khiari (arabisch بشير كياري, DMG Bašīr Kiyārī; geboren am 24. April 1960) ist ein ehemaliger tunesischer Judoka.

## Sportliche Karriere
Der 1,79 m große Bechir Kiiari kämpfte im Schwergewicht und in der offenen Klasse.
Bei den olympischen Spielen 1984 trat Kiiari in der offenen Klasse an. In seinem ersten Kampf unterlag er nach 2:20 Minuten dem Ägypter Mohamed Ali Rashwan. Da Rashwan das Finale erreichte, durften die Kämpfer, die gegen ihn verloren hatten, an der Hoffnungsrunde teilnehmen. Kiiari traf auf den Rumänen Mihai Cioc und verlor nach 2:24 Minuten.
1987 nahm Kiiari an den Mittelmeerspielen in Latakia teil. Dort gewann er die Bronzemedaille im Schwergewicht und in der offenen Klasse jeweils hinter Mohamed Ali Rashwan und dem Franzosen Christian Vachon. Bei den Weltmeisterschaften 1987 in Essen belegte Kiiari den siebten Platz im Schwergewicht.